# Фатехи, Ахмед
Ахмед Фатхи Абдун (англ. Ahmed Fathy Abdoun; род. 25 января 1993, Доха) — катарский футболист, полузащитник клуба «Аль-Араби» и сборной Катара.

## Клубная карьера
Фатехи — воспитанник клуба «Аль-Араби». 13 апреля 2012 года в матче против «Катар СК» Ахмед дебютировал в лиге Звёзд. 12 января 2018 года в поединке против «Ас-Сайлия» Фатехи забил первый гол за «Аль-Араби».

## Международная карьера
14 декабря 2017 года в товарищеском матче против сборной Лихтенштейна Фатехи дебютировал за сборную Катара.
В 2019 году в составе сборной Катара Фатехи принял участие в Кубке Азии в ОАЭ. На турнире он сыграл в матче против команды КНДР. Летом того же года принял участие в Кубке Америки в Бразилии. На турнире он был запасным.
В 2023 году в составе сборной Катара Фатехи принял участие в Золотом кубке КОНКАКАФ в США и Канаде. На турнире он сыграл в матче против команд Гаити, Гондураса и Мексики.
В 2024 году в составе сборной Катара Фатехи принял участие в домашнем победном Кубке Азии. На турнире он сыграл в матче против команд Ливана, Таджикистана, Палестины, Узбекистана, Ирана и Иордании.